# Нарваэс, Омар Андрес
Омар Андрес Нарваэс (исп. Omar Andrés Narváez; род. 7 октября 1975, Трелью, Чубут, Аргентина) — аргентинский боксёр-профессионал, выступающий в легчайшей (Bantamweight) весовой категории. Чемпион мира в наилегчайшем весе (по версии WBO, 2002—2009), чемпион мира во втором наилегчайшем весе (по версии WBO, 2010—2014.).

## Любительская карьера
- 1996. Участник Олимпийских игр. Победил в отборочном туре Хоана Гусмана (Доминиканская Республика).
- 1997. Бронзовый призёр чемпионата мира. Проиграл в полуфинале проиграл Мануэлю Мантилье (Куба).
- 1998. Победитель Южноамериканских Игр.
- 1999. Победитель Панамериканских Игр. Победил в финале Хосе Наварро.
- 2000. Участник Олимпийских Игр. Проиграл во втором туре, Владимиру Сидоренко (Украина).

## Профессиональная карьера
Дебютировал на профессиональном ринге в декабре 2000 года.
13 июля 2012 года, Омар Нарваэс победил боксёра из Никарагуа, Адониса Рависа, и стал новым чемпионом мира по версии WBO в наилегчайшем весе.
Провёл 16 успешных защит титула.
В мае 2010 года завоевал титул чемпиона мира во втором наилегчайшем весе по версии WBO.
В октябре 2011 года решил подняться на более высокую весовую категорию, для встречи с чемпионом мира, филиппинцем, Нонито Донэром. Нарваэс проиграл, и потерпел первое поражение на профессиональном ринге. После этого боя Омар снова спустился во второй наилегчайший вес, и успешно продолжил защищать чемпионский пояс.
30 декабря 2014 года потерпел второе поражение в карьере, от Наои Иноуэ и утратил чемпион мира во втором наилегчайшем весе по версии WBO которым владел 4 с половиной года.
21 апреля 2018 года встретился с чемпионом мира в легчайшем весе по версии WBO южноафриканцем Золани Тете. Проиграл по очкам.

## Статистика боёв
В таблице перечислены результаты всех поединков боксёров.
В каждой строке указан результат поединка. Дополнительно номер поединка обозначен цветом, который обозначает итог поединка. Расшифровка обозначений и цветов представлена в нижеследующей таблице.
| Пример | Расшифровка                     |
| ------ | ------------------------------- |
|        | Победа                          |
|        | Ничья                           |
|        | Поражение                       |
|        | Планируемый поединок            |
|        | Поединок признан несостоявшимся |
| КО     | Нокаут                          |
| ТКО    | Технический нокаут              |
| PTS    | Решение судей (по очкам)        |
| UD     | Единогласное решение судей      |
| MD     | Решение большинства судей       |
| SD     | Раздельное решение судей        |
| RTD    | Отказ от продолжения боя        |
| DQ     | Дисквалификация                 |
| NC     | Поединок признан несостоявшимся |

| Бой | Дата             | Соперник                            | Место проведения                                                                 | Результат  | Примечание |
| --- | ---------------- | ----------------------------------- | -------------------------------------------------------------------------------- | ---------- | --- |
| 55  | 21 декабря 2019  | Пабло Ариэль Гомес (11-10-2)        | Club Sportivo America, Росарио, Аргентина                                        | SD10 (10)  | Титул IBF Latino в легчайшем весе (1-я защита Нарваэса). Счёт: 93-97, 96-94, 94-96.                                                          |
| 54  | 18 мая 2019      | Карлос Хорхе Луис Сардинес (15-1)   | Club Huracán, Трес-Арройос, провинция Буэнос-Айрес, Аргентина                    | UD10 (10)  | Вакантный титул IBF Latino в легчайшем весе. Счёт: 96-94 и 97-93 (дважды).                                                                   |
| 53  | 21 апреля 2018   | Золани Тете (26-3-0)                | The SSE Arena, Белфаст, Северная Ирландия, Великобритания                        | UD12 (12)  | Чемпион мира в легчайшем весе по версии WBO (2-я защита Тете). Счёт: 108-120 (все).                                                          |
| 52  | 3 февраля 2018   | Хесус Варгас (16-11-1)              | Nuevo Palacio Aurinegro, Пуэрто-Мадрин, Чубут, Аргентина                         | UD10 (10)  | Счёт: 100-90½ и 100-95 (дважды). |
| 51  | 14 октября 2017  | Николай Потапов (17-0-1)            | Обрас Санитариас, Буэнос-Айрес, Аргентина                                        | RTD7 (12)  | |
| 50  | 11 июня 2016     | Брейлор Теран (15-13-1)             | Gimnasio Municipal Nº 1, Трелью, Чубут, Аргентина                                | UD10 (10)  | Титул IBF Latino в легчайшем весе (1-я защита Нарваэса). Счёт: 100-89 (все).                                                                 |
| 49  | 19 февраля 2016  | Хесус Варгас (14-3-1)               | Nuevo Palacio Aurinegro, Пуэрто-Мадрин, Чубут, Аргентина                         | RTD7 (10)  | Вакантный титул IBF Latino в легчайшем весе.                                                                                                 |
| 48  | 10 октября 2015  | Диего Луис Пичардо Лириано (16-6-1) | Ce.De.M. N° 2, Касерос, провинция Буэнос-Айрес, Аргентина                        | UD10 (10)  | Вакантный титул WBO International во 2-м наилегчайшем весе. Счёт: 99-91 и 100-90 (дважды).                                                   |
| 47  | 30 декабря 2014  | Наоя Иноуэ (7-0-0)                  | Metropolitan Gym, Токио, Япония                                                  | KO2 (12)   | Чемпион мира во 2-м наилегчайшем весе по версии WBO (12-я защита Нарваэса).                                                                  |
| 46  | 19 сентября 2014 | Фелипе Орукута (29-2-0)             | Anfiteatro Municipal, Вилья-Мария, провинция Кордова, Аргентина                  | MD12 (12)  | Чемпион мира во 2-м наилегчайшем весе по версии WBO (11-я защита Нарваэса). Счёт: 114-114 и 116-112 (дважды).                                |
| 45  | 17 мая 2014      | Антонио Тостадо Гарсия (13-1-0)     | Anfiteatro Municipal, Вилья-Мария, провинция Кордова, Аргентина                  | KO4 (12)   | Чемпион мира во 2-м наилегчайшем весе по версии WBO (10-я защита Нарваэса).                                                                  |
| 44  | 21 декабря 2013  | Дэвид Кармона (16-1-4)              | Villa La Ñata Sporting Club, Бенавидес, провинция Буэнос-Айрес, Аргентина        | TKO7 (12)  | Чемпион мира во 2-м наилегчайшем весе по версии WBO (9-я защита Нарваэса).                                                                   |
| 43  | 24 августа 2013  | Хироюки Хисатака (22-10-1)          | Gimnasio Municipal Nº 1, Трелью, Чубут, Аргентина                                | TKO10 (12) | Чемпион мира во 2-м наилегчайшем весе по версии WBO (8-я защита Нарваэса).                                                                   |
| 42  | 25 мая 2013      | Фелипе Орукута (27-1-0)             | Луна-Парк, Буэнос-Айрес, Аргентина                                               | SD12 (12)  | Чемпион мира во 2-м наилегчайшем весе по версии WBO (7-я защита Нарваэса). Счёт: 115-113 (дважды) и 110-118.                                 |
| 41  | 15 декабря 2012  | Дэвид Кихано (15-2-1)               | Hilton Garden Inn Hotel & Casino, Сан-Мигель-де-Тукуман, Тукуман, Аргентина      | UD12 (12)  | Чемпион мира во 2-м наилегчайшем весе по версии WBO (6-я защита Нарваэса). Счёт: 120-106, 119-109, 120-108.                                  |
| 40  | 20 октября 2012  | Джонни Гарсия (16-3-1)              | Луна-Парк, Буэнос-Айрес, Аргентина                                               | KO11 (12)  | Чемпион мира во 2-м наилегчайшем весе по версии WBO (5-я защита Нарваэса). Гарсия один раз в нокдауне в 7-м раунде и три раза в 11-м раунде. |
| 39  | 21 апреля 2012   | Хосе Кабрера (20-2-2)               | Estadio Aldo Cantoni, Сан-Хуан, провинция Сан-Хуан, Аргентина                    | UD12 (12)  | Чемпион мира во 2-м наилегчайшем весе по версии WBO (4-я защита Нарваэса). Счёт: 120-106 и 118-108 (дважды).                                 |
| 38  | 22 октября 2011  | Нонито Донэр (26-1-0)               | Madison Square Garden WaMu Theater, Нью-Йорк, штат Нью-Йорк, США                 | UD12 (12)  | Чемпион мира в легчайшем весе по версиям WBC (1-я защита Донэра) и WBO (1-я защита Донэра). Счёт: 108-120 (все).                             |
| 37  | 11 июня 2011     | Вильям Урина (17-1-0)               | Луна-Парк, Буэнос-Айрес, Аргентина                                               | UD12 (12)  | Чемпион мира во 2-м наилегчайшем весе по версии WBO (3-я защита Нарваэса). Счёт: 117-110 (все).                                              |
| 36  | 15 апреля 2011   | Сесар Седа (20-0-0)                 | Club Estudiantes de Bahia Blanca, Баия-Бланка, провинция Буэнос-Айрес, Аргентина | UD12 (12)  | Чемпион мира во 2-м наилегчайшем весе по версии WBO (2-я защита Нарваэса). Счёт: 115-112 и 117-110 (дважды).                                 |
| 35  | 12 февраля 2011  | Виктор Салета (17-1-0)              | Polideportivo Municipal, Монте-Эрмосо, провинция Буэнос-Айрес, Аргентина         | UD12 (12)  | Чемпион мира во 2-м наилегчайшем весе по версии WBO (1-я защита Нарваэса). Счёт: 119-108 и 120-107 (дважды).                                 |
| 34  | 15 мая 2010      | Эверт Брисено (32-5-1)              | Луна-Парк, Буэнос-Айрес, Аргентина                                               | UD12 (12)  | Вакантный титул чемпиона мира во 2-м наилегчайшем весе по версии WBO. Счёт: 118-107 и 117-108 (дважды).                                      |
| 33  | 24 февраля 2010  | Сантьяго Акоста (16-4-2)            | Estadio Socios Fundadores, Комодоро-Ривадавия, Чубут, Аргентина                  | UD10 (10)  | Счёт: 100-92, 100-91, 100-91½. |
| 32  | 26 июня 2009     | Омар Сото (17-5-1)                  | Луна-Парк, Буэнос-Айрес, Аргентина                                               | TKO11 (12) | Чемпион мира в наилегчайшем весе по версии WBO (16-я защита Нарваэса). Сото в нокдауне в 11-м раунде.                                        |
| 31  | 7 февраля 2009   | Районта Уайтфилд (22-0-0)           | Nuevo Palacio Aurinegro, Пуэрто-Мадрин, Чубут, Аргентина                         | TKO10 (12) | Чемпион мира в наилегчайшем весе по версии WBO (15-я защита Нарваэса).                                                                       |
| 30  | 20 сентября 2008 | Алехандро Эрнандес (20-5-1)         | Nuevo Palacio Aurinegro, Пуэрто-Мадрин, Чубут, Аргентина                         | UD12 (12)  | Чемпион мира в наилегчайшем весе по версии WBO (14-я защита Нарваэса). Счёт: 119-110, 117-111, 116-112.                                      |
| 29  | 9 мая 2008       | Иван Посо (28-4-1)                  | Pabellon Central, Виго, Понтеведра, Галисия, Испания                             | RTD7 (12)  | Чемпион мира в наилегчайшем весе по версии WBO (13-я защита Нарваэса).                                                                       |
| 28  | 25 января 2008   | Карлос Тамара (17-3-0)              | Nuevo Palacio Aurinegro, Пуэрто-Мадрин, Чубут, Аргентина                         | UD12 (12)  | Чемпион мира в наилегчайшем весе по версии WBO (12-я защита Нарваэса). Счёт: 120-108 и 119-109 (дважды).                                     |
| 27  | 14 сентября 2007 | Марлон Маркес (11-2-0)              | Gimnasio Municipal Nº 1, Трелью, Чубут, Аргентина                                | TKO4 (12)  | Чемпион мира в наилегчайшем весе по версии WBO (11-я защита Нарваэса).                                                                       |
| 26  | 10 марта 2007    | Брахим Аслум (21-1-0)               | La Palestre, Ле-Канне, Прованс — Альпы — Лазурный Берег, Франция                 | UD12 (12)  | Чемпион мира в наилегчайшем весе по версии WBO (10-я защита Нарваэса). Аслум в нокдауне во 2-м раунде. Счёт: 118-109, 117-110, 116-111.      |
| 25  | 14 октября 2006  | Вальберто Рамос (11-4-2)            | Луна-Парк, Буэнос-Айрес, Аргентина                                               | UD12 (12)  | Чемпион мира в наилегчайшем весе по версии WBO (9-я защита Нарваэса). Рамос в нокдауне в 9-м раунде. Счёт: 115-111, 117-109, 115-112.        |
| 24  | 5 августа 2006   | Рексон Флорес (15-2-4)              | Super Domo Orfeo, Кордова, провинция Кордова, Аргентина                          | UD12 (12)  | Чемпион мира в наилегчайшем весе по версии WBO (8-я защита Нарваэса). Счёт: 120-108 и 119-109 (дважды).                                      |
| 23  | 21 апреля 2006   | Фелисиано Дарио Асуага (67-7-2)     | Super Domo Orfeo, Кордова, провинция Кордова, Аргентина                          | TKO6 (10)  | |
| 22  | 5 декабря 2005   | Бернар Ином (13-0-0)                | Palais Omnisport de Paris-Bercy, Париж, Франция                                  | TKO11 (12) | Чемпион мира в наилегчайшем весе по версии WBO (7-я защита Нарваэса). Ином в нокдауне в 10-м раунде.                                         |
| 21  | 8 апреля 2005    | Веллингтон Висенте (15-8-0)         | Gimnasio Municipal Nº 1, Трелью, Чубут, Аргентина                                | KO7 (10)   | |
| 20  | 10 декабря 2004  | Маркос Рамон Обрегон (16-10-3)      | Club General Paz Juniors, Кордова, провинция Кордова, Аргентина                  | KO5 (10)   | |
| 19  | 29 октября 2004  | Веллингтон Висенте (15-7-0)         | Polideportivo Carlos Cerutti, Кордова, провинция Кордова, Аргентина              | TKO10 (10) | |
| 18  | 6 марта 2004     | Режиналду Мартиньш Карвалью (6-1-0) | Луна-Парк, Буэнос-Айрес, Аргентина                                               | TKO3 (12)  | Чемпион мира в наилегчайшем весе по версии WBO (6-я защита Нарваэса).                                                                        |
| 17  | 14 ноября 2003   | Александр Махмутов (42-6-0)         | Palais Marcel Cerdan, Леваллуа-Перре, О-де-Сен, Иль-де-Франс, Франция            | RTD10 (12) | Чемпион мира в наилегчайшем весе по версии WBO (5-я защита Нарваэса).                                                                        |
| 16  | 9 августа 2003   | Андреа Сарритсу (17-2-1)            | Вилласимиус, Кальяри, Италия                                                     | SD12 (12)  | Чемпион мира в наилегчайшем весе по версии WBO (4-я защита Нарваэса). Счёт: 116-112, 114-114, 113-115.                                       |
| 15  | 7 июня 2003      | Эверардо Моралес (23-6-2)           | Луна-Парк, Буэнос-Айрес, Аргентина                                               | TKO5 (12)  | Чемпион мира в наилегчайшем весе по версии WBO (3-я защита Нарваэса). Моралес в нокдауне в 1-м и 5-м раундах.                                |
| 14  | 14 декабря 2002  | Андреа Сарритсу (17-1-1)            | Palazzetto dello Sport, Куарту-Сант-Элена, Кальяри, Италия                       | SD12 (12)  | Чемпион мира в наилегчайшем весе по версии WBO (2-я защита Нарваэса). Счёт: 116-112, 116-113, 112-116.                                       |
| 13  | 13 сентября 2002 | Луис Альберто Ласарте (20-5-1)      | Gimnasio Municipal Nº 1, Трелью, Чубут, Аргентина                                | DQ10 (12)  | Чемпион мира в наилегчайшем весе по версии WBO (1-я защита Нарваэса).                                                                        |
| 12  | 13 июля 2002     | Адонис Ривас (19-2-1)               | Луна-Парк, Буэнос-Айрес, Аргентина                                               | UD12 (12)  | Чемпион мира в наилегчайшем весе по версии WBO (1-я защита Риваса). Ривас в нокдауне в 7-м раунде. Счёт: 119-109 и 117-109 (дважды).         |
| 11  | 30 марта 2002    | Фелипе Родригес Сапата (8-2-1)      | Estadio F.A.B., Буэнос-Айрес, Аргентина                                          | KO1 (10)   | |
| 10  | 10 ноября 2001   | Маркос Рамон Обрегон (13-5-3)       | Estadio F.A.B., Буэнос-Айрес, Аргентина                                          | UD10 (10)  | Обрегон в нокдауне. Счёт: 100-93, 100-91½, 100-88.                                                                                           |
| 9   | 6 октября 2001   | Веллингтон Висенте (13-6-0)         | Estadio F.A.B., Буэнос-Айрес, Аргентина                                          | UD10 (10)  | Висенте в нокдауне в 4-м раунде. Счёт: 100-88, 100-90, 100-89.                                                                               |
| 8   | 21 сентября 2001 | Сандро Дарио Перейра (0-4-0)        | Club General Paz Juniors, Кордова, провинция Кордова, Аргентина                  | TKO1 (6)   | |
| 7   | 25 августа 2001  | Николас Альберто Вергара (2-11-1)   | General Levalle, Аргентина                                                       | TKO3 (6)   | |
| 6   | 30 июня 2001     | Хавьер Дарио Арсе (2-1-0)           | Club Rivadavia, Некочеа, провинция Буэнос-Айрес, Аргентина                       | KO3 (4)    | |
| 5   | 9 июня 2001      | Карлос Альберто Монтиверо (10-1-1)  | Estadio Gibson Brown, Посадас, Мисьонес, Аргентина                               | MD4 (4)    | Счёт: 37½-38 и 39-39 (дважды). |
| 4   | 14 апреля 2001   | Рикардо Ариель Толедо (3-4-2)       | Пуэрто-Мадрин, Чубут, Аргентина                                                  | RTD5 (6)   | Толедо в нокдауне в 4-м раунде. |
| 3   | 26 января 2001   | Рикардо Ариель Толедо (3-3-2)       | Некочеа, провинция Буэнос-Айрес, Аргентина                                       | MD4 (4)    | |
| 2   | 16 декабря 2000  | Двниель Горацио Монсон (4-3-0)      | Estadio F.A.B., Буэнос-Айрес, Аргентина                                          | KO1 (4)    | |
| 1   | 1 декабря 2000   | Карлос Густаво Паласьос (4-1-1)     | Трелью, Чубут, Аргентина                                                         | RTD4 (4)   | |
| Бой | Дата             | Соперник                            | Место проведения                                                                 | Результат  | Примечание |